# Marie Kann

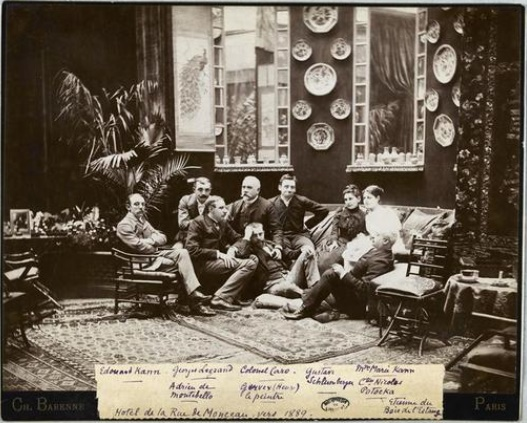
Hôtel du 33, rue de Monceau vers 1889, Edouard Kann est à gauche, la comtesse Potocka est en blanc, Étienne Dubois de L’Estang à ses pieds à sa gauche, Marie Kann à sa droite.

Marie Kann née le 6 mars 1861 à Poltava (Empire russe) et morte le 28 novembre 1928 à Paris 1928 est une salonnière française, égérie de Paul Bourget et de Guy de Maupassant. 

## Biographie
Marie Kann, née Marie Warschawsky, dite « Mariek » voit le jour en 1861. Elle est la fille d’Abraham Warschawsky magnat des chemins de fer russes et d'Isabelle Portugaloff-Warschawsky. Elle a pour frères et sœur : Marc Warschawsky, Leon Warschawsky, Alexandre Warschawsky et Rosalie Louise Warschawsky dite « Lioulia »
En 1881, elle épouse Édouard Kann, riche banquier juif d'origine viennoise (à ne pas confondre avec le banquier et collectionneur Maurice Édouard Kann, ni avec le fils de ce dernier, Édouard Jacques Kann)
Marie est une amie de madame Pol Neveux, du peintre Léon Bonnat, de la comtesse Emmanuela Potocka, d'Elisabeth de Forceville (née Cahen d'Anvers) et de Fanny von Pfeiffer et de son mari Jules Ephrussi. Marie Kann était intime de la princesse Mathilde, nièce de Napoléon Ier.
Louise Warschawky (épouse Cahen d'Anvers) tient avec sa sœur, un salon dans son hôtel, rue Bassano, que fréquentent Maupassant, Paul Bourget et Marcel Proust. Marie Kann tient  aussi salon dans son hôtel, 33 rue de Monceau. Comme l'écrit Cyril Grange : « Les salons, points de jonction entre les élites mondaines, culturelles et politiques, contribuent à l'insertion des femmes de la haute société juive dans la société parisienne de la Troisième République. »
Edmond de Goncourt décrit Marie dans son Journal le 7 décembre 1885, où il est reçu par les Kann et fait une description de Marie assez acerbe où fleure son antisémitisme : « Sur un canapé est nonchalamment assise Mme Kann, avec ses grands yeux cernés, tout pleins de la langueur des brunes, son teint de rose thé, son noir grain de beauté sur une pommette, sa bouche aux retroussis moqueurs, son décolletage à la blancheur d'une gorge de lymphatique, ses gestes paresseux, brisés et dans lesquels monte, par moments, comme une fièvre. Cette femme a un charme à la fois mourant et ironique tout à fait singulier et auquel se mêle la séduction particulière des Russes : la perversité intellectuelle des yeux et le gazouillement ingénu de la voix... Cependant, si j'étais encore jeune, encore en quête d'amours, je ne voudrais d'elle que sa coquetterie : il me semblerait que si elle se donnait à moi, je boirais sur ses lèvres un peu de mort. Par moments, elle a contre elle des resserrements de bras, qui me font penser à un corps ligoté dans un cercueil.»
Marie va rompre avec Paul Bourget et se donner à Guy de Maupassant en 1885 Ses exigences amoureuses mettent l'écrivain sur les genoux malgré son extraordinaire faculté de récupération.